# Provinz Gikongoro

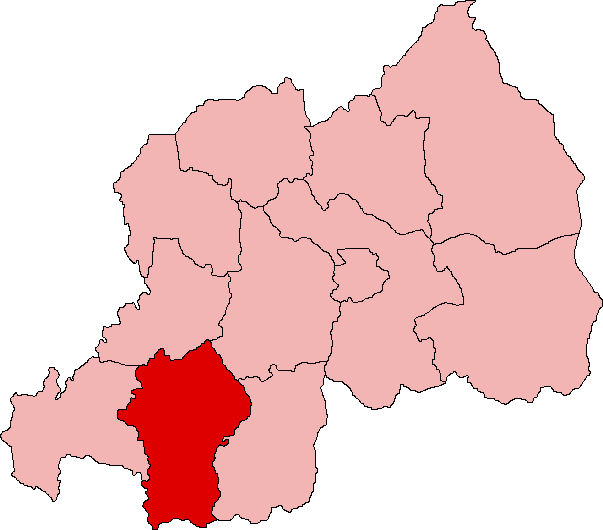
Lage der ehemaligen Provinz Gikongoro in Ruanda

Die Provinz Gikongoro war eine von zwölf Provinzen der ehemaligen Verwaltungsgliederung Ruandas. Im Januar 2006 wurden diese in eine kleinere Anzahl neuer Provinzen eingeteilt, um ethnisch vielfältigere Verwaltungsgebiete zu schaffen. Die Provinz Gikongoro befand sich im Süden Ruandas an der Grenze zu Burundi. Nachbarprovinzen waren im Westen Cyangugu, im Nordwesten Kibuye, im Nordosten Gitarama und im Osten Butare. Provinzhauptstadt war Gikongoro, die heute zur Südprovinz gehört.
Die Provinz unterteilte sich in die folgenden acht Distrikte:
1. Gikongoro
2. Mubuga
3. Nshili kivu
4. Mudasomwa
5. Mushubi
6. Kaduha
7. Karaba
8. Rwamiko